# ارگ بردسیر
ارگ بردسیر این اثر در مرکز شهر بردسیر و روبروی مسجد جامع، که خود نیز از آثار قدیمی است، قرار دارد. مساحت آن بیش از ۲۳۰۰ متر مربع می‌باشد که به‌طور میانگین هشت متر بالاتر از سطح خیابان است. قدمت این ارگ به بیش از ۳۰۰ سال قبل می‌رسد. فضاهای بیرون آمده در کاوش‌های مختلف، از جمله یک حیاط با چهار ایوان قرینه که دارای هشت ورودی است، و نیز سایر امکانات سکونتی از قبیل آشپزخانه و سیستم آبرسانی بیانگر این واقعیت است که ارگ بردسیر روزگاری مکان مناسبی برای سکونت حاکمان به‌شمار می‌رفته و به عنوان یک قلعه نظامی مطرح بوده. در سفال دهانه یکی از حلقه‌های چاه با خط نستعلیق این عبارت نوشته شده "محمد قلی سنه ۱۱۲۳"، که تاریخ ساخت بنا را نشان می‌دهد. مصالح به کار رفته در ساخت این بنا خشت خام است و در مواردی مانند فرش حیاط و ساخت حوض، از آجر استفاده شده‌است.
برای تأمین آب مورد نیاز، از چاه‌های موجود در ارگ استفاده می‌شده. آب پس از طی مسیر شیبداری از چاه یا آب انبار تا تنبوشه وسط حوض به صورت فواره ظاهر می‌شده و به آن زیبایی خاصی می‌بخشیده. تاکنون اشیاء مختلفی مانند سفال‌های ساده و لعابدار، ظروف مربوط به دوره ایلخانی و صفوی، اشیاء فلزی و آلات جنگی و دو گوی فلزی مربوط به توپ‌های دوران صفویه، معروف به زنبورک یافت شده‌است.
در مورد این قلعه، مؤلف کتاب جغرافیای کرمان می‌نویسد: «قلعه بسیار محکم با حصنی مستحکم است. امیر توپخانه مبارکه که به کرمان آمد آن بنا را به کلی منهدم و خراب کرد؛ و اکنون خرابه‌است.»